# Pipreola formosa
Pipreola formosa е вид птица от семейство Cotingidae.

## Разпространение
Видът е разпространен във Венецуела.